# San Diego Open 2010
Il San Diego Open 2010 è stato un torneo di tennis giocato sul cemento. È stata la 30ª edizione del San Diego Open dopo la sospensione per due anni, che quest'anno ha preso il nome di Mercury Insurance Open per motivi di sponsorizzazione e che fa parte della categoria Premier nell'ambito del WTA Tour 2010. Si è giocato a San Diego in California dal 2 all'8 agosto 2010. È stato il 2° evento femminile delle US Open Series 2010.

## Partecipanti

### Teste di serie
| Giocatrice          | Nazionalità | Ranking* | Testa di serie |
| ------------------- | ----------- | -------- | -------------- |
| Jelena Janković     | Serbia      | 2        | 1              |
| Samantha Stosur     | Australia   | 5        | 2              |
| Vera Zvonarëva      | Russia      | 9        | 3              |
| Agnieszka Radwańska | Polonia     | 11       | 4              |
| Flavia Pennetta     | Italia      | 12       | 5              |
| Marion Bartoli      | Francia     | 14       | 6              |
| Shahar Peer         | Israele     | 16       | 7              |
| Yanina Wickmayer    | Belgio      | 17       | 8              |

- Ranking al 26 luglio 2010.

### Altre partecipanti
Giocatrici che hanno ricevuto una Wild card:
- Dominika Cibulková
- Gisela Dulko
- Ana Ivanović

Giocatrici passate dalle qualificazioni:
- Kurumi Nara
- Shenay Perry
- Chanelle Scheepers
- Coco Vandeweghe
- Jamie Hampton (lucky loser)

## Campionesse

### Singolare
Svetlana Kuznecova ha battuto in finale  Agnieszka Radwańska con il punteggio di 6–4, 6(7)–7, 6–3
- È stato il 1º titolo dell'anno per Svetlana Kuznetsova, il 13° della carriera.

### Doppio
Marija Kirilenko /  Zheng Jie hanno battuto in finale  Lisa Raymond /  Rennae Stubbs con il punteggio di 6–4, 6–4